# Jesús Montilla
Jesús Antonio Montilla Aponte (Barinitas. estado Barinas, Venezuela; 3 de junio de 1961) es un político venezolano, gobernador del estado Falcón por dos periodos consecutivos (2000-2008) y diputado de la Asamblea Nacional.

## Vida personal
Jesus Antonio Montilla Aponte nació el 3 de junio de 1961 en la población de Barinitas, estado Barinas. Hijo de Jesús Antonio Montilla Azuaje y Beda María Aponte Valera, es el segundo de cinco hermanos. Montilla tiene 6 hijos: Virginia, Marisabel, Jesús, Antonio, María José y Stella Marina.
Curso la primaria en el Grupo Escolar José Vicente Unda de Barinitas y se graduó de bachiller como integrante de la Primera Promoción de Bachilleres del Colegio Provincial Barinitas. En el 1982 se graduó de Técnico Superior Universitario en Construcción Civil en el Instituto Universitario Alonso Gamero de Coro estado Falcón. En 1991 obtiene el título de licenciado en Administración de Empresas en la Universidad del Zulia Núcleo Punto Fijo. Trabajó como supervisor de obras y jefe de mantenimiento de obras civiles, desde 1982 hasta 1993 en ASTINAVE (Astilleros Navales de Venezuela) en Los Taques (Estado Falcón). Fue profesor en la Universidad del Zulia durante 10 años. Allí conoce a su compañera de vida y lucha política, Stella Lugo, con la que contrajo matrimonio el 17 de diciembre de 1992.

## Vida política
Siendo estudiante del IUTAG en Coro se une como simpatizante al PRV donde adquiere su adhesión a las ideas socialistas. En ASTINAVE  en conjunto con Gelys Revilla y Humberto Arciniegas forman el Sindicato de Trabajadores de Astilleros Navales Venezolanos (SINTRASTINAVE), donde ejerce una destacada actuación como líder sindical en Paraguaná. En 1991 es electo, por el voto de los trabajadores, como directivo de la empresa ASTINAVE en representación del 20% del capital propiedad de los trabajadores. 
Fue dirigente estudiantil, presidente del Centro de Estudiante de administración en la Universidad del Zulia Núcleo Punto Fijo. Participa en diversos movimientos comunitarios, sociales, ecologistas y políticos. Escribe en diversos periódicos y durante 20 años pública en la prensa regional la columna semanal "¿Qué Hacer?". Fue Secretario General de Movimiento al Socialismo (MAS) en el municipio Carirubana y posteriormente su presidente regional en el estado Falcón, así mismo miembro de su Dirección Nacional. 
Posteriormente, fue diputado regional suplente a la Asamblea Legislativa periodo 1993-1995 y en el periodo 1998- 1999. Apoyado por el MAS, PCV, MEP, y otros partidos de izquierda, es candidato a alcalde del municipio Carirubana, donde pierde por algo más de 300 votos. 
En 1997 se incorpora al Movimiento V República (MVR) del comandante Hugo Chávez.  En la campaña presidencial de 1998, donde Hugo Chávez alcanza la presidencia de la República, ejerce la jefatura de campaña del Polo Patriótico en el estado Falcón. En 1999 asume el cargo de Director de Organización del MVR en Falcón. En julio de ese mismo año, es electo constituyente por el estado Falcón para la Asamblea Nacional Constituyente, donde es miembro de la Comisión de Estados y Municipios y la de Ambiente. Es corredactor y firmante de la Constitución de la República Bolivariana de Venezuela aprobada en referéndum por el 72,6 % del voto popular el 15 de diciembre de 1999. 
Su primer gran logro en el ámbito político, tuvo lugar el 30 de julio cuando es electo con el 48,4% de los votos como el primer gobernador chavista del estado Falcón. El 11 de abril del 2002, cuando se suscita el golpe de Estado contra el presidente Hugo Chávez, es el único gobernador oficialista que se encuentra en el palacio de Miraflores hasta la entrega del presidente. Como gobernador, juega un papel importante en el control político y militar del estado Falcón durante los acontecimientos que provocaron el regreso del presidente Chávez el 13 de abril. En diciembre y enero del 2002 y 2003 durante el paro petrolero mantiene un control del orden público en el estado Falcón, punto estratégico durante el paro pues en esta entidad se encuentra el Complejo Refinador de Paraguaná (CRP), uno de los más grandes del mundo. El paro cesa y el CRP entra de nuevo en operaciones presidido por el exgerente petrolero Iván Hernández y un grupo de trabajadores jubilados. En el 2004, Jesús Montilla es reelecto con el 61,12 % de los votos como gobernador para el periodo 2004-2008. Desde el 2003 al 2007 es integrante del Comando Táctico Nacional, máximo organismo de dirección del MVR. Es delegado al Congreso Fundacional de PSUV.  Es coordinador del primer buró político del PSUV en el estado Falcón. Para el 2011, es miembro de la dirección Nacional del PSUV y ejerce, por instrucciones del presidente Chávez, la Vicepresidencia del partido en la regional Centro Occidental que integran los estados Carabobo, Yaracuy, Lara y Falcón. Desde el 2012 es responsable de la organización del PSUV en el estado Falcón.
En el año 2008 su esposa, Stella Lugo, es electa como la primera mujer gobernadora del Estado Falcón y reelecta para el periodo 2012-2016. Jesús Montilla y Stella Lugo representan el único caso en la historia política del país donde una pareja matrimonial se alterna por el mandato popular en la primera magistratura de un estado federal.
Jesús Montilla es electo por el circuito de Paraguaná Diputado a la Asamblea Nacional para el periodo 2011-2016. En la AN ejercer durante cuatro años la Vicepresidencia de la Comisión Permanente de Contraloría. El 6 de diciembre del 2015 es reelecto diputado a la Asamblea Nacional por el circuito del Occidente y la Sierra del estado Falcón para el periodo 2016-2021. Cargo que desempeña actualmente siendo miembro de la Comisión Permanente de Ambiente y en paralelo es el responsable de coordinar la organización del PSUV en Falcón.